# 北高山大戟
北高山大戟（学名：Euphorbia alpina）为大戟科大戟属的植物。分布在阿尔泰、蒙古、俄罗斯、哈萨克斯坦以及中国大陆的新疆等地，多生长在山地草原，目前尚未由人工引种栽培。

## 别名
高山大戟（新疆植物检索表）